# La Fenêtre d'en face (film)
Pour les articles homonymes, voir La Fenêtre.
Pour plus de détails, voir Fiche technique et Distribution.
La Fenêtre d'en face (La finestra di fronte) est un film italien réalisé par Ferzan Özpetek et sorti en 2003.

## Fiche technique
- Réalisation : Ferzan Özpetek
- Musique : Andrea Guerra (en)
- Photographie : Gianfilippo Corticelli
- Montage : Patrizio Marone
- Décors : Andrea Crisanti
- Costumes : Catia Dottori
- Effets spéciaux : Alberto Mantini

## Distribution
- Giovanna Mezzogiorno : Giovanna
- Raoul Bova : Lorenzo
- Massimo Girotti : Davide Veroli
- Filippo Nigro : Filippo
- Serra Yilmaz : Eminè
- Maria Grazia Bon (it) : Sara
- Massimo Poggio (it) : Davide jeune
- Ivan Bacchi (it) : Simone
- Olimpia Carlisi : la commerçante
- Elisabeth Kaza : la patronne du magasin

## Récompenses
Le film a obtenu en 2003 le Globe de cristal du festival international du film de Karlovy Vary.
Le film remporte également 5 David di Donatello : meilleur film, meilleure actrice pour Giovanna Mezzogiorno, meilleur musicien pour Andrea Guerra, et le Premio David Scuola. En outre, Massimo Girotti, décédé dix jours après la fin du tournage, reçoit à titre posthume le David di Donatello du meilleur acteur.
Lors de la même cérémonie, le film est également nommé dans les catégories du meilleur réalisateur (Ferzan Özpetek), de la meilleure actrice dans un second rôle (Serra Yılmaz), du meilleur scénario original (Gianni Romoli et Ferzan Özpetek), du meilleur producteur (Gianni Romoli et Tilde Corsi), du meilleur directeur de la photographie (Gianfilippo Corticelli), du meilleur monteur (Patrizio Marone) et meilleuringénieur du son (Marco Grillo).